# Siilinjärvi
Siilinjärvi è un comune finlandese di 21232 abitanti, situato nella regione del Savo Settentrionale.